# البهائية والهندوسية
الهندوسية معترف بها في الدين البهائي باعتبارها واحدة من التسع ديانات المعروفة وتعتبر كتبها المقدسة بمثابة تنبؤ بقدوم بهاء الله (تجسد كالكي). كريشنا مشمولة ضمن سلسلة الرسل التي تعتبر تجليات للإله. تعتبر صحة الكتب المقدسة الهندوسية غير مؤكدة.